# Digvijaysinhji Ranjitsinhji
Digvijaysinhji Ranjitsinhji (Sadodar, 18 settembre 1895 – Bombay, 3 febbraio 1966) è stato un principe, politico, crickettista e filantropo indiano.
Fu Maharaja di Nawanagar dal 1933 al 1948 e Rajpramukh dello Stato Unito del Kathiawar dal 1948 al 1956. Durante il secondo conflitto mondiale divenne noto per essersi occupato attivamente dei rifugiati politici polacchi.

## Biografia

### I primi anni
Digvijaysinhji nacque a Sadodar, nel Gujarat, il 18 settembre 1895, nipote del maharaja Ranjitsinhji Vibhoji, suo zio. Educato al Rajkumar College di Rajkot, passò quindi al Malvern College e poi all'University College London.
Ottenuto il grado di sottotenente dell'esercito britannico in India nel 1919, Digvijaysinhji proseguì la sua carriera militare al servizio degli inglesi per oltre un decennio. Destinato al 125th Napier's Rifles (attuale 5th Battalion (Napier's), The Rajputana Rifles) nel 1920, prestò servizio nel corpo di spedizione in Egitto, ottenendo la promozione a tenente nel 1921. Fu in servizio poi nel Waziristan dal 1922 al 1924; dopo la promozione a capitano nel 1929, si ritirò dal servizio attivo nel 1931. Continuò a ricevere diverse promozioni onorifiche sino al 1947 quando ottenne il grado di tenente generale.
Divijaysinhji rappresentò l'India britannica come delegato alla prima sessione della Lega delle Nazioni nel 1920.
Nel 1933 Digvijaysinhji fu il successore di suo zio come maharaja, perché prima di morire lo zio lo aveva adottato come figlio ed erede.

### Il regno
Come maharaja, Digvijaysinhji continuò le politiche avviate da suo zio. Nel 1935 fu creato cavaliere dall'amministrazione britannica ed entrò nella Camera dei Principi, guidandola come presidente dal 1937 al 1943. Da suo zio riprese anche la passione per il cricket, divenendo presidente della Board of Control for Cricket in India nel biennio 1937–1938 e membro di uno dei principali club sportivi di quella disciplina. Già nella stagione 1933-1934 si era distinto come sportivo, capitanando la squadra dei Western India contro gli MCC durante il loro tour in India e Ceylon. Durante la seconda guerra mondiale, Digvijaysinhji fu membro del gabinetto imperiale di guerra e del consiglio nazionale della difesa, oltre che del consiglio di guerra del Pacifico.
Dopo l'indipendenza dell'India, firmò l'Instrument of Accession al Dominion dell'India il 15 agosto 1947. Unì lo stato di Nawanagar allo Stato Unito di Kathiawar l'anno successivo, servendo come suo Rajpramukh sino a quando il governo indiano non abolì tale incarico nel 1956.

#### I rifugiati polacchi

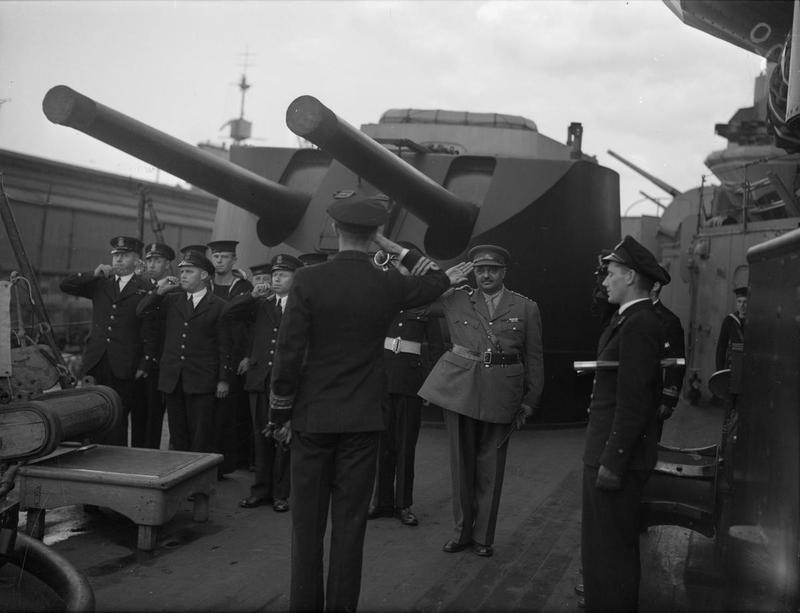
Il maharaja visita la HMS Nelson in Scozia nel settembre del 1942

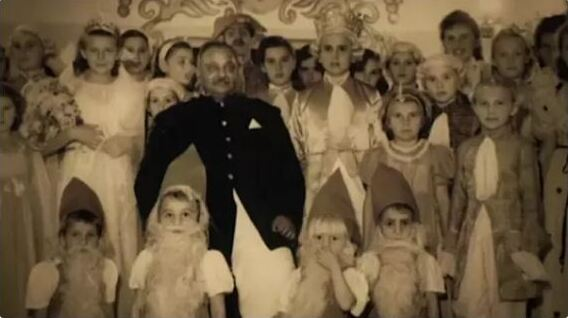
Il maharaja con i suoi figli

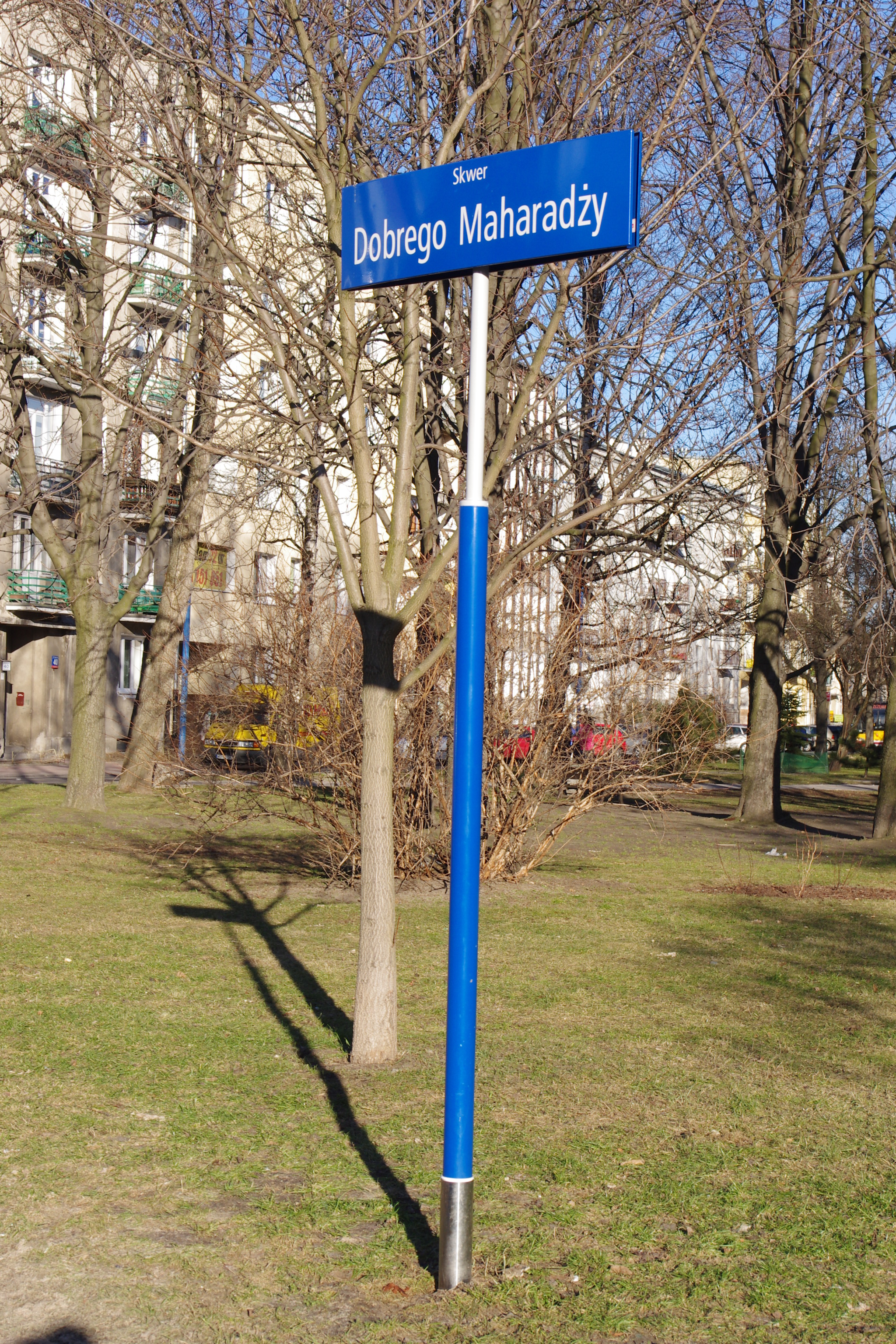
La "Good Maharaja's Square" a Varsavia, in Polonia, venne così denominata dopo il riconoscimento dell'impegno tributato da Digvijaysinhji Ranjitsinhji ai rifugiati polacchi durante la seconda guerra mondiale

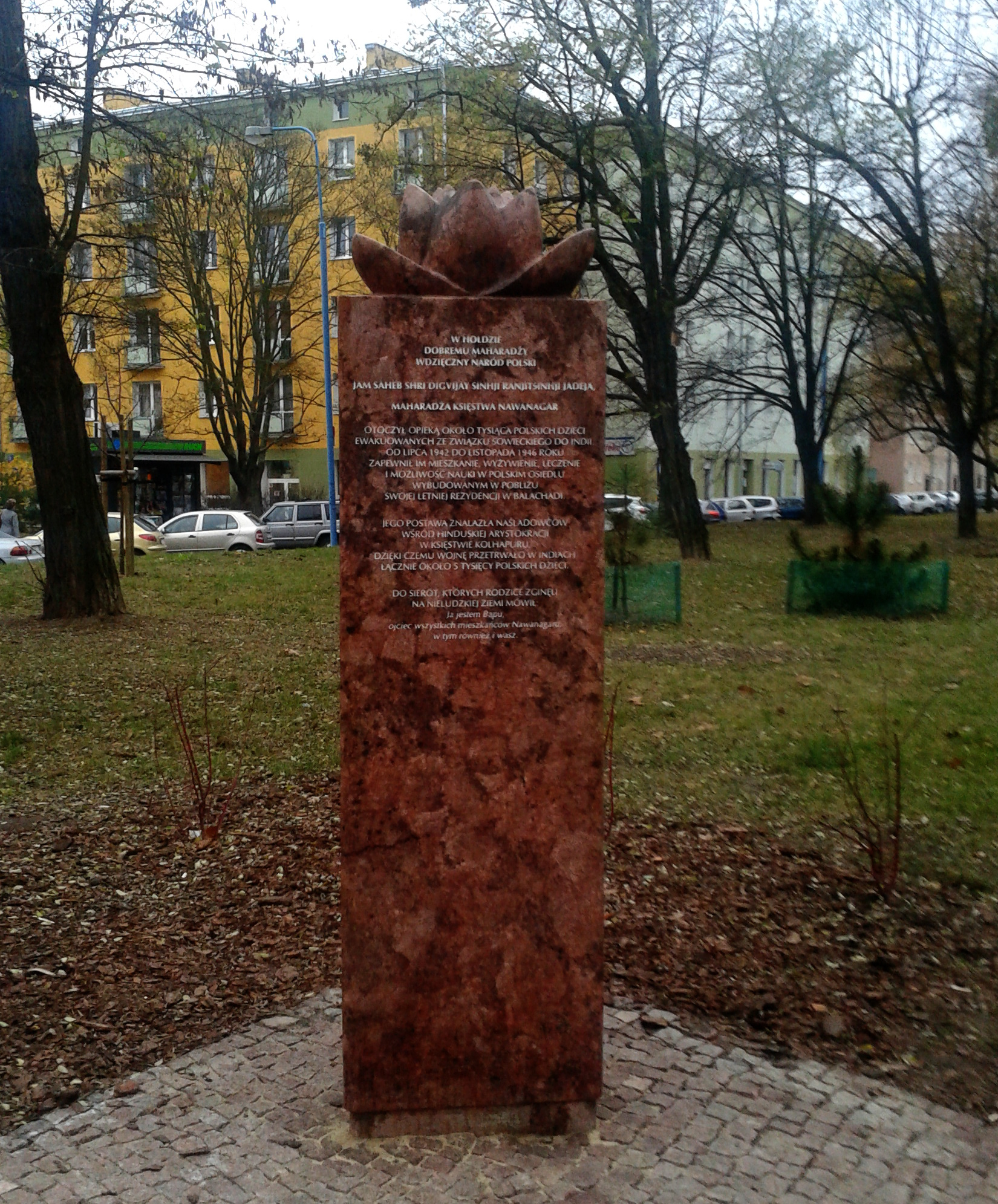
Il memoriale a Varsavia

Nel 1942 il maharaja inaugurò un campo rifugio per bambini polacchi a Jamnagar-Balachadi che operò durante la seconda guerra mondiale. Tale campo esistette sino al 1945, quando fu chiuso e gli alunni vennero trasferiti a Valivade, un quartiere della città di Kolhapur. Il luogo dove sorse il campo è diventato parte dei 300 acri del  campus della Sainik School, Balachadi.
La The Jamsaheb Digvijaysinh Jadeja School di Varsavia venne fondata e a lui dedicata in onore del suo impegno in favore dei rifugiati polacchi durante le persecuzioni naziste nella seconda guerra mondiale. Nel 2016, 50 anni dopo la morte del maharaja, il parlamento polacco all'unanimità ha votato una risoluzione per riconoscere onori a Divijaysinhji in merito al suo impegno per i rifugiati polacchi durante il conflitto.
Venne realizzato per quello scopo un documentario dal titolo "Little Poland in India" in collaborazione tra il governo indiano e quello polacco per far conoscere ad un ampio pubblico gli sforzi compiuti anche dall'India per assistere i perseguitati politici durante il secondo conflitto, assieme alla figura di Kira Banasinska, che guidò un movimento in India per riabilitare i rifugiati polacchi e dare loro un futuro.

### Gli ultimi anni
Digvijaysinhji fu vice presidente della delegazione indiana presso le Nazioni Unite, prendendo parte in quella veste al tribunale amministrativo e alla commissione per i negoziati per la riabilitazione della Corea dopo la guerra di Corea.
Digvijaysinhji morì a Bombay il 3 febbraio 1966, all'età di 70 anni. Gli successe come maharaja titolare il suo unico figlio, Shatrusalyasinhji.

## Matrimonio e figli
Il 7 marzo 1935 a Sirohi Digvijaysinhji sposò Maharajkumari Baiji Raj Shri Kanchan Kunverba Sahiba (1910–1994), figlia secondogenita di Sarup Ram Singhji Bahadur, maharao di Sirohi. La coppia ebbe un figlio e tre figlie.

## Onorificenze

### Posizioni militari onorarie
| Forza militare      | Unità    | Posizione        | Anno |
| ------------------- | -------- | ---------------- | ---- |
| British Indian Army | Esercito | Tenente generale | 1947 |